# Trybunał inkwizycji na Malcie

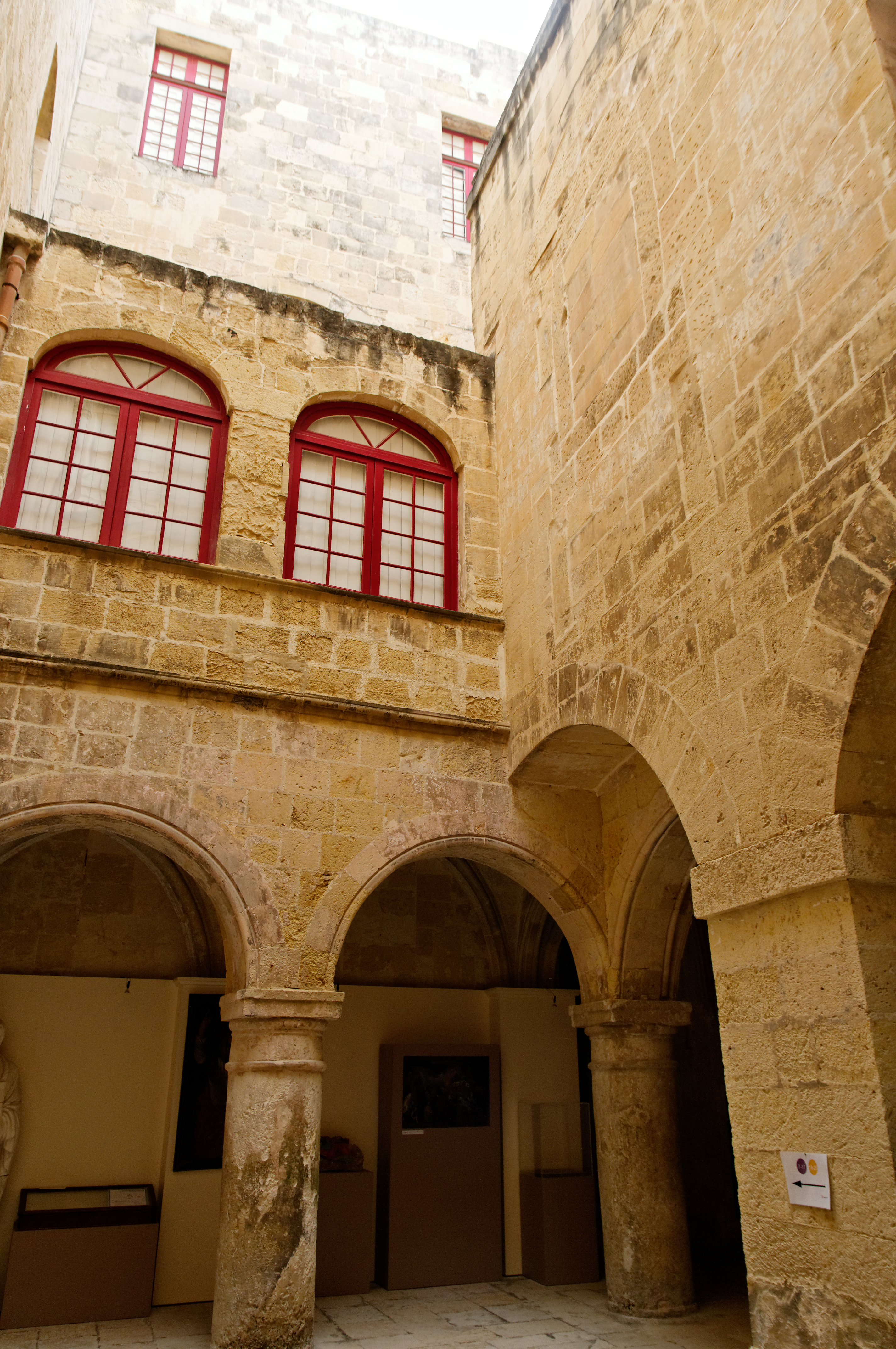
Pałac inkwizytora na Malcie

Trybunał inkwizycji na Malcie – trybunał inkwizycji rzymskiej, mający swą siedzibę na rządzonej od 1530 przez joannitów Malcie. Istniał w latach 1561–1798. Od 1574 inkwizytor maltański był jednocześnie przedstawicielem dyplomatycznym Stolicy Apostolskiej na Malcie i jedną z trzech najważniejszych osób na wyspie.

## Historia
W średniowieczu Malta należała do królestwa Sycylii i jako taka uznawana była za część Włoch. W związku z tym wyspa podlegała nominalnej jurysdykcji inkwizytorów sycylijskich. Poza dwoma krótkotrwałymi wizytami delegatów inkwizycji (w 1433 i 1485/86), nie ma jednak dowodów na efektywne wykonywanie przez nią swych uprawnień na Malcie przed jej przejściem pod władzę zakonu joannitów w 1530.
Początki działalności inkwizycyjnej na Malcie wiążą się z osobą Domingo Cubellesa, biskupa maltańskiego w latach 1540–1566. W 1545, działając w ramach swych tradycyjnych prerogatyw jako biskupa diecezjalnego, wszczął śledztwo przeciwko francuskiemu duchownemu Franciszkowi Gesualdo i jego zwolennikom, zakończone rok później straceniem Francuza i wymierzeniem łagodniejszych kar jego zwolennikom. W reakcji na to wydarzenie wielki mistrz zakonu joannitów powołał wewnąrzzakonną komisję ds. pilnowania ortodoksji rycerzy zakonnych (1553). Członkowie zakonu nie podlegali bowiem jurysdykcji biskupa. W międzyczasie jednak sytuacja na Malcie zwróciła uwagę Kongregacji Świętego Oficjum. W 1558 na Maltę przybył komisarz Kongregacji, dominikanin Angelo Zampa da Cremona (późniejszy inkwizytor Mediolanu), który po kilkumiesięcznym pobycie sporządził dla Kongregacji raport wskazujący na konieczność utworzenia na wyspie trybunału inkwizycyjnego.
21 listopada 1561 papież Pius IV ustanowił na Malcie trybunał inkwizycji, a jego przewodniczącym mianował biskupa Cubellesa. Brewe papieskie zostało ogłoszone na Malcie w czerwcu 1562. Podczas wielkiego oblężenia wyspy przez Turków w 1565 działalność trybunału została jednak zawieszona, a po śmierci Cubellesa w 1566 nastała kilkuletnia sediswakancja na stanowisku biskupa i inkwizytora, zakończona mianowaniem w listopadzie 1572 nowego biskupa Martina Royasa, który kilka miesięcy później również został inkwizytorem.

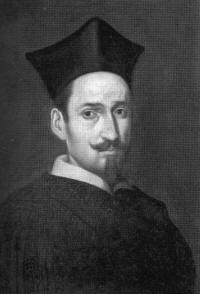
Fabio Chigi (późniejszy papież Aleksander VII) był w latach 1634–39 inkwizytorem Malty

Połączenie stanowisk biskupa diecezjalnego i inkwizytora oznaczało, że biskup w sprawach dotyczących wiary uzyskał jurysdykcję nad rycerzami zakonnymi, to zaś oznaczało wzmocnienie jego pozycji. Z tego względu władze zakonu dążyły do zmiany tego stanu rzeczy i w końcu odniosły sukces. W 1574 papież Grzegorz XIII rozdzielił obie funkcji i mianował Pietro Dusinę, dotychczasowego wikariusza archidiecezji neapolitańskiej, inkwizytorem i delegatem apostolskim na Malcie. Od tej pory wszyscy kolejni inkwizytorzy maltańscy byli także delegatami, czyli przedstawicielami dyplomatycznymi Stolicy Apostolskiej na wyspie.
Urząd inkwizytora maltańskiego, z racji swego powiązania z dyplomacją, był dla wielu sprawujących go duchownych jednym z pierwszych kroków do dalszej kariery. Dwóch inkwizytorów osiągnęło godność papieską (Fabio Chigi, inkwizytor w latach 1634–1639, następnie papież Aleksander VII oraz Antonio Pignatelli, inkwizytor w latach 1646–1649, następnie papież Innocenty XII), dwudziestu pięciu zostało kardynałami, a osiemnastu biskupami. Stałym elementem funkcjonowania ich trybunału była rywalizacja o wpływy z władzami zakonnymi oraz biskupem.
W 1639 na Malcie doszło do egzekucji dwóch mężczyzn oskarżonych o apostazję na islam. Dziewiętnaście lat później na wyspie aresztowano dwie Angielki należące do wspólnoty kwakrów, które przybyły tam głosić swoją wiarę. Spędziły one cztery lata w więzieniu ale ostatecznie zostały zwolnione.
W XVIII wieku inkwizycja maltańska, w przeciwieństwie do wielu innych trybunałów, utrzymywała bardzo wysoki poziom aktywności i to w zasadzie do samego końca swego istnienia. W latach 1744–1798 przeciętnie wszczynanych było około 55 dochodzeń rocznie.
Inkwizycja na Malcie została zniesiona w roku 1798 w wyniku zajęcia wyspy przez wojska rewolucyjnej Francji. Już 26 maja 1798 inkwizytor Giulio Carpegna opuścił wyspę z uwagi na spodziewaną inwazję francuskiej floty. W następnym miesiącu Francuzi faktycznie zajęli Maltę i 13 lipca 1798 okupacyjne władze wydały dekret o rozwiązaniu sądów kościelnych, w tym inkwizycji.

## Organizacja
Na czele trybunału stał inkwizytor, który od 1574 był zawsze jednocześnie delegatem apostolskim, czyli papieskim przedstawicielem dyplomatycznym, stojącym w hierarchii o stopień niżej niż nuncjusz apostolski. Funkcję tę sprawował zawsze świecki duchowny, niekoniecznie jednak ksiądz. Wielu maltańskich inkwizytorów było zwykłymi klerykami. W jednym przypadku zdarzyło się, że urzędujący delegat apostolski i inkwizytor został wyświęcony na biskupa (w 1635 Fabio Chigi został biskupem Nardo). Z reguły inkwizytorzy wywodzili się z wyższych warstw społecznych. Rezydencja inkwizytora znajdowała się w okazałym pałacu koło kościoła św. Wawrzyńca w porcie Birgu.
Głównym pomocnikiem inkwizytora był asesor. Na sąsiadującej z Maltą wyspie Gozo inkwizytora reprezentował zastępca, tytułowany jako komisarz albo proinkwizytor. Wielu mieszkańców wyspy należało do grona zauszników trybunału (tzw. familiari), co wiązało się z licznymi przywilejami.

## Archiwum
Maltański trybunał jest jednym z nielicznych trybunałów inkwizycji rzymskiej, którego archiwum przetrwało w niemal nienaruszonym stanie. Wprawdzie w 1798, w związku z inwazją francuską, władze kościelne rozważały zniszczenie dokumentacji inkwizycyjnej, ale ostatecznie została ona jedynie przeniesiona do pałacu biskupiego. Obecnie archiwum to (Archivum Inquisitionis Melitensis) przechowywane jest w Mdinie.
Pomimo zachowania w bardzo dobrym stanie, archiwum maltańskie jest ciągle jeszcze słabo zbadane przez historyków. Nie opublikowano jak dotąd całościowych statystyk dotyczących działalności inkwizycyjnej na wyspie, a jedynie statystyki cząstkowe. Wiadomo, że w latach 1546–1581 maltańscy biskupi oraz inkwizytorzy otrzymali denuncjacje dotyczące 497 osób, z czego jedna została skazana na śmierć. Wyrok śmierci dotyczył francuskiego księdza skazanego za herezję przez biskupa Cubellesa w 1546. W latach 1577–1670 tutejszy trybunał otrzymał 3928 denuncjacji, jednak przeprowadził jedynie 2104 procesy. Z kolei w końcowym okresie działalności, tj. w latach 1744–1798 trybunał inkwizycyjny otrzymał aż 3620 denuncjacji dotyczących 3049 osób. Nikogo nie skazano na śmierć i jedynie w 148 przypadkach zastosowano areszt wobec podejrzanych.
Oprócz egzekucji księdza Gesualdo w 1546, inkwizycja maltańska wydała prawdopodobnie tylko pięć wyroków śmierci, z czego zaledwie dwa zostały wykonane. W 1639 dwie osoby zostały stracone za apostazję na islam. Dwa inne wyroki zapadłe w 1575 nie zostały wykonane, gdyż oskarżeni uciekli i jedynie dokonano symbolicznej egzekucji (in effigie). Ostatni wyrok śmierci na Malce został wydany zaocznie przez inkwizytora Tommaso Ruffo (1694–1698) wobec kleryka, który przeszedł na islam i opuścił wyspę.

## Inkwizytorzy maltańscy (1561–1798)
Między rokiem 1561 a 1798 urząd inkwizytora maltańskiego sprawowało łącznie 63 duchownych. Dwaj inni otrzymali wprawdzie nominacje ale na Maltę nigdy nie przybyli.

### Biskupi maltańscy (1561–1574)
- Domingo Cubelles (21 października 1561 – 22 listopada 1566)
- Martin Royas da Porta Tubeo (20 marca 1573 – 3 lipca 1574)

### Delegaci apostolscy (1574–1798)
- Pietro Dusina (3 lipca 1574 – 20 kwietnia 1575)
- Pier Santo Humano (20 kwietnia 1575 – 23 czerwca 1576)
- Rinaldo Corso (23 czerwca 1576 – 1579)
- Domenico Petrucci (1579 – 1580)
- Federico Cefalotto (1580 – 1583)
- Pier Francesco Costa (listopad 1583 – 27 listopada 1584)
- Ascanio Libertano (27 listopada 1584 – 1587)
- Giovanbattista Petralata (1587 – 21 lipca 1587)
- Paolo Bellardito (15 września 1587 – marzec 1591)
- Angelo Gemmario (marzec 1591 – sierpień 1591)
- Paolo Bellardito [ponownie] (sierpień 1591 – 1 marca 1592)
- Giovanni Ludovico Dell’Armi (12 maja 1592 – 3 lipca 1595)
- Innocenzo del Bufalo-Cancellieri (3 lipca 1595 – 27 marca 1598)
- Antonio Ortensio (27 marca 1598 – 27 września 1600)
- Fabrizio Veralli (27 września 1600 – 24 maja 1605)
- Ettore Diotallevi (24 maja 1605 – styczeń 1607)
- Leonetto Della Corbara (styczeń 1607 – 15 października 1608)
- Evangelista Carbonese (15 października 1608 – 14 marca 1614)
- Fabio Delagonessa (14 marca 1614 – 10 maja 1619)
- Antonio Tornielli (10 maja 1619 – kwiecień 1621)
- Paolo Torelli (kwiecień 1621 – 12 czerwca 1623)
- Carlo Bovi (12 czerwca 1623 – 7 maja 1624)
- Onorato Visconti (7 maja 1624 – 19 lutego 1627)
- Nicolo Herrera (19 lutego 1627 – 29 maja 1630)
- Ludovico Serristori (29 maja 1630 – 10 października 1631)
- Martino Alfieri (10 października 1631 – 23 kwietnia 1634)
- Fabio Chigi, od 1635 biskup Nardo (23 kwietnia 1634 – 13 kwietnia 1639)
- Giovanni Battista Gori Pannellini (13 kwietnia 1639 – 24 października 1646)
- Antonio Pignatelli (24 października 1646 – 27 marca 1649)
- Carlo Cavalletti (27 marca 1649 – 16 maja 1652)
- Federico Borromeo (13 listopada 1652 – 29 sierpnia 1654)
  - Stefano Brancaccio (9 grudnia 1654 - kwiecień 1655), nie objął urzędu
- Giulio Degli Oddi (kwiecień 1655 – maj 1658)
- Girolamo Casanate (wrzesień 1658 – 5 lipca 1663)
- Galeazzo Marescotti (5 lipca 1663 – kwiecień 1666)
- Angelo Maria Ranuzzi (27 października 1666 – 24 marca 1668)
- Carlo Bichi (24 marca 1668 – 7 maja 1670)
- Giovanni Tempi (7 maja 1670 – luty 1672)
- Raniero Pallavicini (luty 1672 – 17 grudnia 1676)
- Ercole Visconti (17 grudnia 1676 – 27 maja 1678)
- Giacomo Cantelmi (27 maja 1678 – 30 kwietnia 1683)
- Innico Caracciolo (30 kwietnia 1683 – 2 czerwca 1686)
- Tommaso Vidoni (2 czerwca 1686 – 3 kwietnia 1690)
- Francesco Acquaviva d’Aragona (12 grudnia 1690 – 19 kwietnia 1694)
- Tommaso Ruffo (21 maja 1694 – 12 stycznia 1698)
- Giacomo Filiberto Ferrero di Messerano (22 listopada 1698 – 7 czerwca 1703)
- Giorgio Spinola (4 lipca 1703 – 15 czerwca 1706)
- Giacomo Caracciolo (30 czerwca 1706 – 7 kwietnia 1710)
- Raniero d'Elci (24 lutego 1711 – 26 października 1715)
- Lazzaro Pallavicini (maj 1718 – 12 lipca 1719)
- Antonio Ruffo (marzec 1720 – maj 1728)
- Fabrizio Serbelloni (czerwiec 1728 – lipiec 1730)
- Giovanni Francesco Stoppani (19 listopada 1730 – 4 kwietnia 1735)
- Carlo Francesco Durini (4 kwietnia 1735 – luty 1739)
- Ludovico Gualterio (9 kwietnia 1739 – 11 listopada 1743)
- Paolo Passionei (11 listopada 1743 – 4 grudnia 1753)
- Gregorio Salviati (4 grudnia 1753 – 19 marca 1759)
- Angelo Durini (7 grudnia 1759 – 8 października 1766)
- Giovanni Ottavio Mancinforte Sperelli (8 października 1766 – 22 marca 1771)
- Antonio Lante (22 marca 1771 – 11 czerwca 1777)
- Antonio Felice Zondadari (11 czerwca 1777 – 14 lutego 1785)
  - Alessio Falconieri (14 lutego 1785 - 5 lipca 1785), nie objął urzędu
- Giovanni Filippo Gallarati Scotti (5 lipca 1785 – 7 sierpnia 1792)
- Giulio Carpegna (7 sierpnia 1792 – 13 lipca 1798)